# 海參
海參，又名海鼠、海黄瓜，是一類海生的棘皮動物，通常生活在水溫頗低的海底，平時以過濾沙子中的雜質為食，又有海中清道夫之稱。遇到危險時會吐出內臟嚇阻敵人，以求自保。海参在外界某些条件刺激下，会有自溶现象。

## 特徵

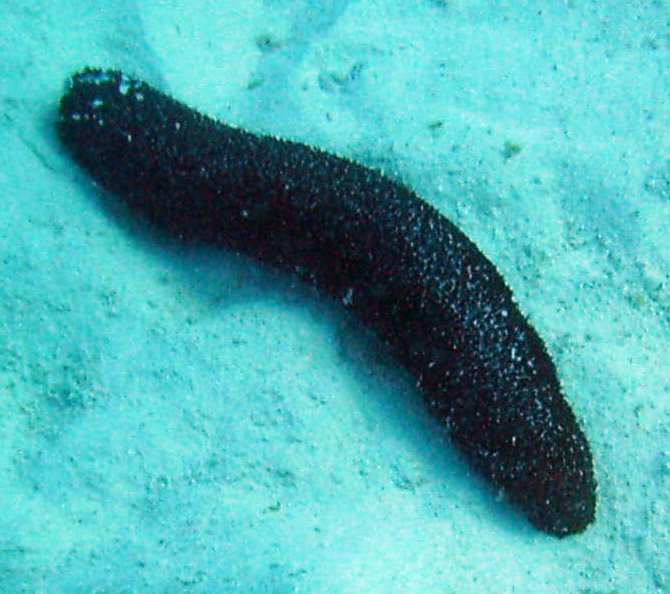
一隻未確定物種的海參

触手有盾状、枝状、羽状、指状4种，作用是取食；一般数目为10、12、15、20个；触手由第一对管足进化而来。
多数海参有管足；背面的管足常形成没有吸盘的疣足或肉刺。
绝大多数海参有骨片，有桌形、扣状、杆状、穿孔板、花纹样、轮形、锚形、笼状等形状；数量不一，一个丑海参约有2000万个骨片，而海地瓜有时全无骨片；骨片多的海参触感粗糙，骨片少的则光滑；骨片是一种单龋的内骨骼，是变小的骨板。
海参特有器官是石灰环，起支持咽部、神经环、环水管的作用；一般由5个辐片和5个间辐片组成；某些枝手目海参的石灰环由多数小片镶嵌成，各辐片向后伸出叉状延长；无足目的石灰环一般多于100片。
海参的消化道在体内回转两次，靠着腸繫膜连接体壁，肠的末端扩大为泄殖腔，在泄殖腔旁常分出一对枝状器官，为呼吸树（水肺）；有些水肺基部有许多细盲管构成的有黏性的器官（居维叶氏器），是海参特有的防御器官。
海参有一个生殖腺，位於腸繫膜的一侧或两侧，一条总管在背中线的触手之间或稍后方开口。
海鮮市場售賣的「珊瑚蚌」，其實就是這些腸臟清理過後剩下來可吃的部分，是火鍋食材之一。
海參與隱魚是「偏利共生」的關係，隱魚藉著「躲」進海參體內來躲避危險，且以海參的部分臟器為食料。部分海參被捕獲時常發現有隱魚在其體腔內。

## 食用

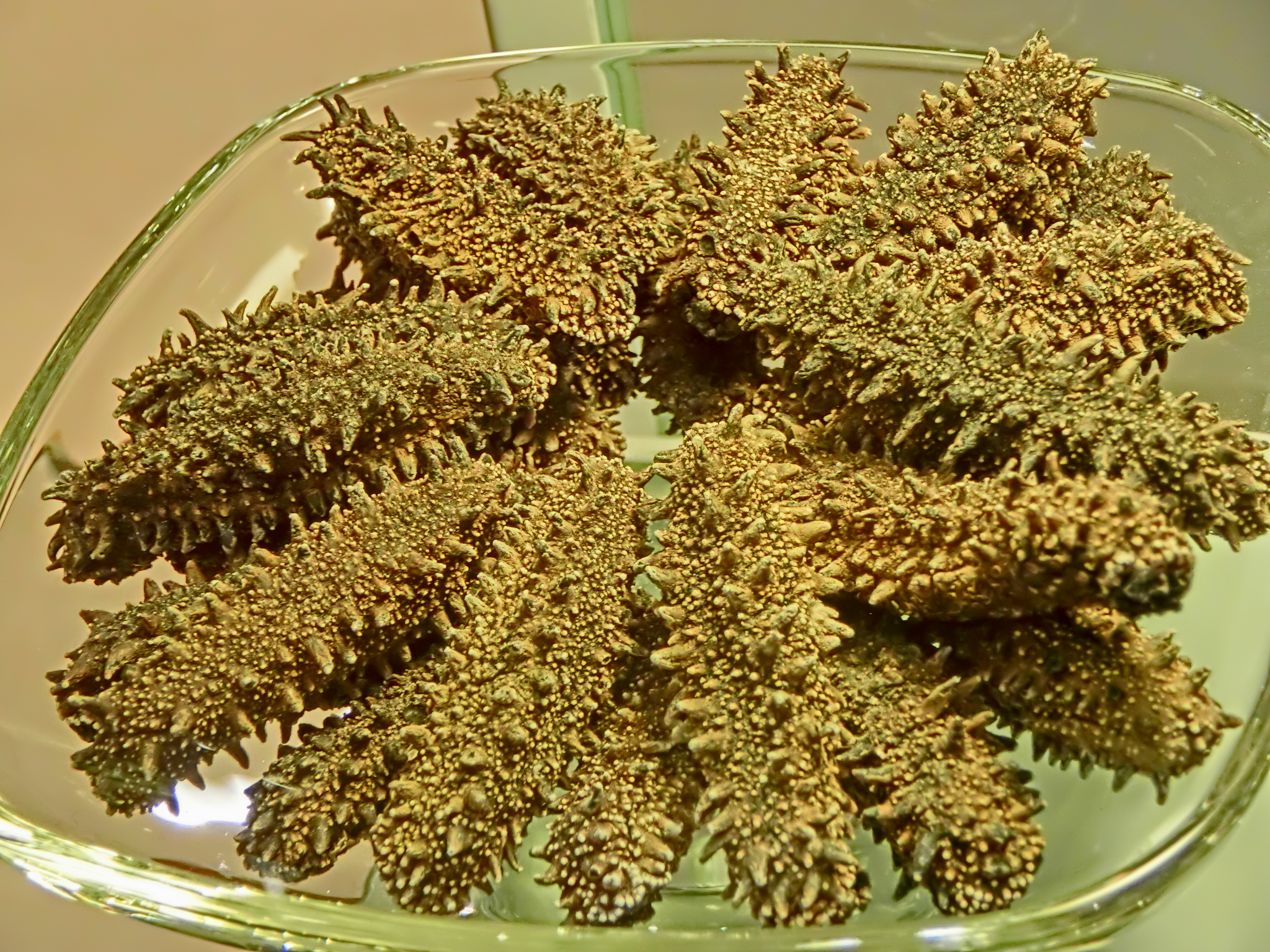
乾貨海味海參

並非所有海參皆可吃：多數海參不能食用，只有40種可以，當中約20種有在中國分佈，而這20種中又有一半較為美味。傳統上華人視海參為四大「海味」：鮑、參、翅、肚的一種，會醃以石灰等物後曬成乾貨，是一種名貴食品。近年由於交通發達，海參的產能提升，乾貨海參的售價已大大下降，餐館裡海參的售價依然高企，主要原因是處理海參工序繁複。一般來說，經乾製後的海參在烹煮前還要先行泡發；煮的時候也要有技巧。

### 泡發方法
泡發海參時，是烹煮海參最重要，也是最花時間的工序。
乾貨海參在烹飪須用水泡發，泡發後體積將會變大3至8倍，視乎海參品種及品質而定。
一般廚師用清水加以大塊冰塊泡發，並存放在攝氏4度的低溫下浸泡。在攝氏4度泡海參是為了避免海參在過程中受細菌污染變壞。海參浸泡時必需完全被水浸沒，以利完全汲水。以後，每6至12小時更換泡浸的水。以上方法浸泡，一般需時約7至14日。當海參泡浸至半軟身時，就可切開海參，清除內臟，然後繼續浸泡至完全汲水。
泡發時切勿用熱水，否則海參外表會被煮熟而內裡汲不到水，或部分溶化。另外泡發期間切勿沾染油脂、鹼、鹽等，否則會降低海參吸水膨脹率，可使其變質，甚至會溶化掉。泡發好的海參在長時間高溫环境下會溶化，烹煮時應留意海參下鍋的時間控制。

### 烹煮方式
泡發好的海參可以馬上烹煮，如要存放超過2日才食用，應存放在攝氏-18度以下冷藏，保存期與一般凍肉無異。結冰並不會對海參的質感造成多少的影響，十分方便食用。
部分現代家庭會採用較先進的真空燜燒鍋來做泡發處理：先以拍鬆的生薑塊、蔥段放入清水裡煮，當水燒至蝦眼溫水時，關火，放入海參，然後放入真空燜燒鍋內過夜（約12小時）。生薑、蔥的作用是去除海產的魚腥味。取出海參，換水換生薑塊、蔥段，重複以上泡浸工序3至5次，其間同樣要清除內臟。

### 菜色
由於海參本身香味、味道單薄，但質地爽口或軟滑（視乎品種及烹煮時間）；廣東菜處理海參一般以燜、煮等為主，配以高湯、上湯煮成的湯羹或清炒小菜烹調。時下亦流行配排骨、冬菇以小砂鍋（煲仔）處理。即使日常湯麵也可以加入食用。鲁菜一般用葱爆炒为葱爆海参。
海参筋，亦作桂花蚌，是海參的神經束和肌肉組成，亦可入饌。

### 產地
食用海參的主要產地有朝鲜半岛、中國東北附近海岸和日本海等。1990年代後期，開始有中國商人在澳洲生產急凍食用海參到華南地區銷售。东南亚的秃参。南太平洋旳甘比爾群岛一带亦有出產哈参。
從2000年代開始，俄羅斯的海參崴亦開始出口養殖的海參。

### 营养价值
中医认为其有补肾，提高免疫力功效。但没有经过药理、病理及化学成分分析。以下依据只来自民间。
1. 海参含胆固醇低，脂肪含量相对少，是典型的高蛋白、低脂肪、低胆固醇食物，对高血压、冠心病、肝炎等病人及老年人堪称食疗佳品，常食对治病强身很有益处；
2. 海参含有硫酸软骨素，有助于人体生长发育，能够延缓肌肉衰老，增强机体的免疫力；
3. 海参微量元素钒的含量居各种食物之首，可以参与血液中铁的输送，增强造血功能；
4. 最近美国的研究学者从海参中萃取出一种特殊物质--海参毒素，这种化合物能够有效抑制多种霉菌及某些人类癌细胞的生长和转移；
5. 食用海参对再生障碍性贫血、糖尿病、胃溃疡等均有良效。

## 食用以外
儘管絕大多數海參物種均不能食用，牠們在整個生態圈還有一定的價值：科學家在檢驗底棲海參的排泄物時，發現裡頭除了沙泥以外甚麼也沒有。由於被吃進海參肚裡的有機物都被消化掉，所以有科學家提議利用海參來清理污水中的過量有機物。

## 种类及分布情况
海参：主要分为光參和刺参两大类
現時全球有记录的海參綱物種有約1250種到1700種，當中絕大多數都在亞太地區生活。即使單單是海參屬本身，也有28個亞屬， 數百個物種。而這千多個海參綱的物種當中，可供食用的只有约40种，除了由漁民從海底撈捕，亦有在水產養殖場養殖的。
1. 气候带：热带区（含海参产量的86%）和温带区（海参资源呈单种性，多分布于太平洋东西两岸）
2. 海洋分布：太平洋热带区和印度洋
3. 热带区主要海参资源：
  - 黑海参（Holothuria atra）：亦作黑沙参
  - 白沙参（Holothuria fuscogilva）
  - 糙海参（Holothuria scabra）
    - 多色糙海参（H. scabra versicolor）

  - 棘辐肛参（Actinopyga echinites）
  - 乌皱辐肛参（Actinopyga miliaris）
  - 梅花参（Thelenota ananas）
  - 绿刺参（Stichopus chloronotus，亦作綠棘參）
  - 花刺参（Stichopus variegatus，亦作花棘參）
4. 温带区主要海参种类：
  1. 东岸以美国棘参（英语：Giant California sea cucumber）（Parastichopus californicus）为主
  2. 西岸以仿刺参（Apostichopus japonicus）为主
5. 温带区主要海参分布：中国、日本（主要产区在北海道）、韩国、加拿大（全部产区在不列颠哥伦比亚省）、美国（主要产区在华盛顿州）等
6. 温带区主要海参资源[10]：
  - 仿刺参（A. japonicus）
  - 花刺参（S. variegatus Semper）
  - 绿刺参（S. chloronotus）
  - 梅花参（T. ananas）
  - 黑乳参（H. microthele）

### 分類學
傳統上海參綱物種按其觸手的形態分為以下三個亞網、六個目：
- 無足海參亞綱 Apodacea
  - 無足目 Apodida
  - 芋參目 Molpadiida
- 楯手海參亞綱 Aspidochirotacea
  - 楯手目 Aspidochirotida
  - 平足目 Elasipodida
- 枝手海參亞綱 Dendrochirotacea
  - 指手目 Dactylochirotida(?)
  - 枝手目 Dendrochirotida

截至2021年6月15日，根據《世界海洋物种目录》（WoRMS），海參綱物種的分類如下：
- 無足海參目（英语：Apodida）（ Brandt, 1835）
  - family Chiridotidae Östergren, 1898
  - family Myriotrochidae Théel, 1877
  - family Synaptidae Burmeister, 1837
- 枝手海參目（ Grube, 1840）
  - family Cucumariidae Ludwig, 1894
  - family Cucumellidae Thandar & Arumugam, 2011
  - family Heterothyonidae Pawson, 1970
  - family Paracucumidae（英语：Paracucumidae） Pawson & Fell, 1965
  - family Phyllophoridae Östergren, 1907
  - family Placothuriidae Pawson & Fell, 1965
  - family Psolidae（英语：Psolidae） Burmeister, 1837
  - family Rhopalodinidae Théel, 1886
  - family Sclerodactylidae Panning, 1949
  - 华纳参科（ Pawson & Fell, 1965）
  - family Ypsilothuriidae Heding, 1942
- 平足海參目（英语：Elasipodida）
  - family Deimatidae Théel, 1882
  - family Elpidiidae（英语：Elpidiidae） Théel, 1882
  - family Laetmogonidae（英语：Laetmogonidae） Ekman, 1926
  - family Pelagothuriidae（英语：Pelagothuriidae） Ludwig, 1893
  - family Psychropotidae（英语：Psychropotidae） Théel, 1882
- 海參目（ Miller, Kerr, Paulay, Reich, Wilson, Carvajal & Rouse, 2017 ）
  - 海參科（ Burmeister, 1837）：舊屬楯手目；
  - family Mesothuriidae Smirnov, 2012
- 芋參目（ Haeckel, 1896）
  - family Caudinidae Heding, 1931
  - 真肛参科 Eupyrgidae Semper, 1867
  - family Gephyrothuriidae（英语：Gephyrothuriidae） Koehler & Vaney, 1905
  - family Molpadiidae Müller, 1850
- Persiculida（英语：Persiculida） Miller, Kerr, Paulay, Reich, Wilson, Carvajal & Rouse, 2017
  - family Gephyrothuriidae（英语：Gephyrothuriidae） Koehler & Vaney, 1905
  - family Molpadiodemidae Miller, Kerr, Paulay, Reich, Wilson, Carvajal & Rouse, 2017
  - family Pseudostichopodidae Miller, Kerr, Paulay, Reich, Wilson, Carvajal & Rouse, 2017
- 辛那參目（英语：Synallactida）（ Miller, Kerr, Paulay, Reich, Wilson, Carvajal & Rouse, 2017）
  - 刺参科（ Haeckel, 1896）：舊屬楯手目；
  - 辛那参科（ Ludwig, 1894）：舊屬楯手目；
  - family Deimatidae Théel, 1882

## 圖集

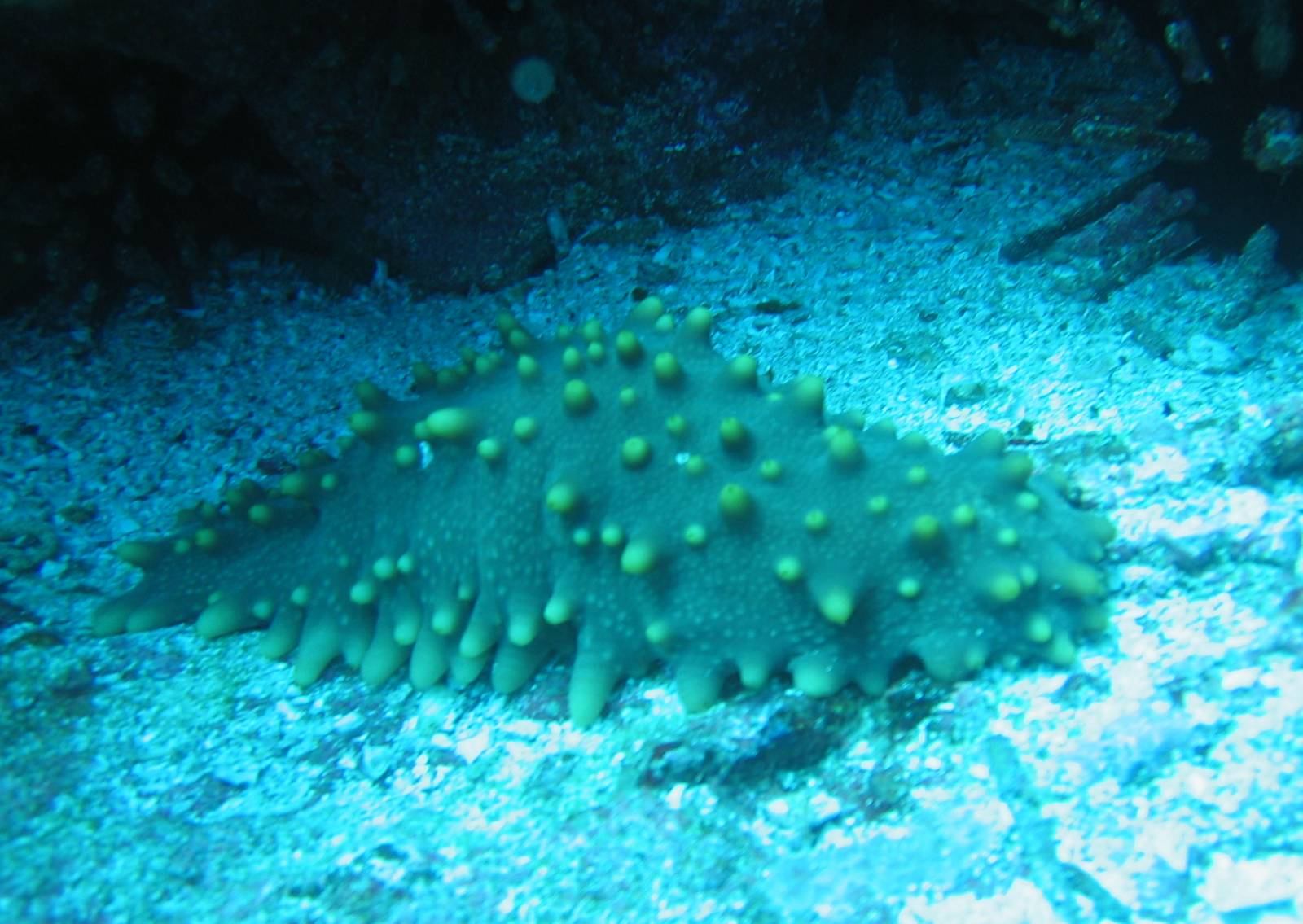
Stichopus uscus
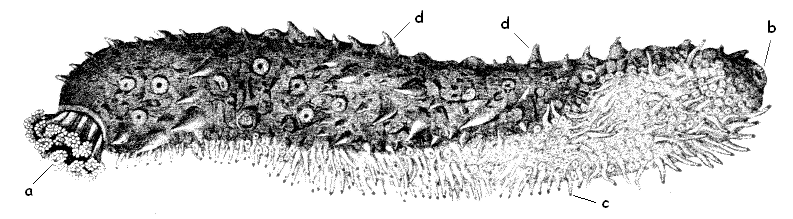
Holothuria tubulosa
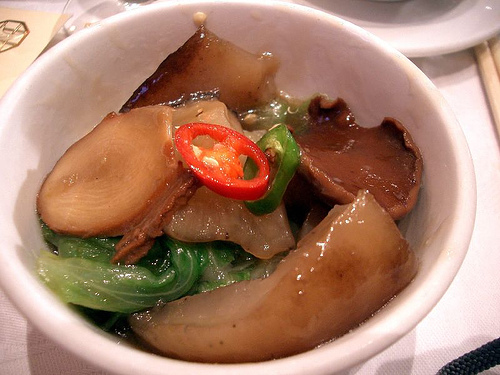
烹煮後的海參